# Ernesto Cisneros
Ernesto Cisneros Salcedo (26 de outubro de 1940) é um ex-futebolista mexicano que competiu na Copa do Mundo FIFA de 1966.